# Cercle d'escrime Melun Val de Seine
Le Cercle d'escrime Melun Val de Seine est né en 2002, de la fusion du cercle d'escrime de Melun et du club de Dammarie-les-Lys. C'est un club français d'escrime basé à Melun et Dammarie-lès-Lys (Seine-et-Marne).

## Présentation
Son palmarès est l'un des plus denses du sport français  : 21 médailles olympiques dont 6 en or,de nombreuses médailles aux championnats du Monde, 5 victoires en coupe d'Europe des clubs champions de fleuret masculin et 5 fois finaliste dans cette épreuve continentale, 19 titres de champion de France seniors par équipes et 18 titres de champions de France séniors individuels.
Depuis la création du CEMVS en 2002, le club est un club formateur reconnu avec plus de 200 médailles nationales remportées dans les catégories minimes, cadets, juniors et seniors ! À cela on peut ajouter plus de 90 médailles obtenues lors des grandes compétitions internationales.
Il a été créé par Maître Ernest Revenu, sous-officier à l'EOGN. Il a longtemps été hébergé par l'École des Officiers de la Gendarmerie Nationale à Melun dont la salle d'armes était à la disposition à la fois des civils et des militaires. Les élèves des deux écoles voisines, Saint-Aspais (sous l'impulsion de l'abbé André Bezine) et le lycée Jacques-Amyot, la fréquentaient assidûment.
Le club organise tous les ans depuis 1969 son traditionnel Challenge Revenu, en hommage au maître Ernest Revenu ainsi que son pendant féminin depuis 2017, le Tournoi de la Reine Blanche.
Les 1000 Fleurets - Challenge Crouzy est également organisé tous les ans depuis 1969 et regroupe de jeunes fleurettistes des catégories poussins à minimes.
De 2009 à 2015, le club a organisé  les Masters de fleuret, épreuve qui regroupe les 8 meilleurs fleurettistes de la planète.
En 2015, le club est choisi par la Fédération Internationale d'Escrime pour intégrer le CMI, Club Movement Initiative, regroupant les meilleurs clubs du monde afin de promouvoir l'escrime dans le monde via différentes actions : accueil de maîtres d'armes étrangers, stages...
2019 marque une année exceptionnelle conclue par le titre de Champion du Monde pour Enzo Lefort et celui de vice-championne du Monde glané par Pauline Ranvier !
À cause de la pandémie de Covid-19, les Jeux Olympiques de Tokyo sont reportés de 2020 à 2021. Ce sera une olympiade exceptionnelle pour le club qui remporte le titre Olympique avec Enzo Lefort au fleuret masculin par équipes et deux médailles d'argent avec Pauline Ranvier et Astrid Guyart au fleuret féminin par équipes.

## Palmarès du CE Melun Val de Seine (2002 à nos jours)
| Sénior                 | Or | Argent | Bronze |
| Jeux olympiques        | Enzo Lefort, équipe en 2020 | Astrid Guyart, équipe en 2020 · Pauline Ranvier, équipe en 2020 · Enzo Lefort, équipe en 2016 | Enzo Lefort, équipe en 2024 |
| Championnat du monde   | Enzo Lefort, individuel en 2019 · Enzo Lefort, individuel en 2022 · Enzo Lefort, équipes en 2014 | Pauline Ranvier, individuel en 2025 · Pauline Ranvier, individuel en 2019 · Enzo Lefort, équipes en 2019 · Chiara Cini, équipes en 2018 · Pauline Ranvier, équipes en 2023 · Pauline Ranvier, équipes en 2025                         | Enzo Lefort, individuel en 2014 · Enzo Lefort, individuel en 2023 · Enzo Lefort, équipes en 2017 · Enzo Lefort, équipes en 2013 · Pauline Ranvier, équipes en 2015 · Pauline Ranvier, équipes en 2016 · Astrid Guyart, équipes en 2016 · Pauline Ranvier, équipes en 2018 · Astrid Guyart, équipes en 2018 · Pauline Ranvier, équipes en 2022 · Enzo Lefort, équipes en 2022 |
| Championnats d'Europe  | Peter Joppich, individuel en 2013 · Peter Joppich, équipe en 2013 · Enzo Lefort, équipe en 2014 · Enzo Lefort, équipe en 2015 · Enzo Lefort, équipe en 2017 · Chiara Cini, équipe en 2018 · Enzo Lefort, équipes en 2019 · Enzo Lefort, équipes en 2024 | Pauline Ranvier, équipe en 2019 · Peter Joppich, équipe en 2019 · Pauline Ranvier, équipe en 2022 · Enzo Lefort, individuel en 2023 · Pauline Ranvier, équipe en 2023 · Enzo Lefort, équipe en 2023 · Pauline Ranvier, équipe en 2025 | Peter Joppich, individuel en 2014 · Enzo Lefort, individuel en 2019 · Peter Joppich, équipes en 2015 · Pauline Ranvier, équipes en 2015 · Pauline Ranvier, équipes en 2016 · Astrid Guyart, équipes en 2016 · Pauline Ranvier, équipes en 2018 · Astrid Guyart, équipes en 2018                                                                                              |
| Championnats de France | Enzo Lefort, individuel en 2015, 2017 et 2018 · Pauline Ranvier, individuel en 2023 · Équipe féminine en 2022 · Équipe masculine en 2023 et 2025 | Pauline Ranvier, individuel en 2016, 2018, 2019 et 2022 · Eliot Chagnon, individuel en 2024 · Julie Mienville, individuel en 2017 · Équipe féminine en 2011, 2017, 2018 et 2019 · Équipe masculine en 2017, 2018, 2019 et 2024        | Virginie Ujlaky, individuel en 2010 et 2011 · Enzo Lefort, individuel en 2014 et 2016 · Astrid Guyart en 2016 · Wallerand Roger en 2019 · Équipe féminine en 2012, 2013, 2016 et 2023 · Équipe masculine en 2010 |

### Épreuves de coupe du monde
- Enzo Lefort :  Vainqueur du Challenge International de Paris,  France saison 2013/2014

- Peter Joppich :  Vainqueur de la Coupe du Monde de Bonn,  Allemagne saison 2016/2017

- Enzo Lefort :  Vainqueur de la Coupe du Monde par équipes de La Havane,  Cuba saison 2013/2014

- Enzo Lefort :  Vainqueur de la Coupe du Monde par équipes de Séoul,  Corée du Sud saison 2013/2014

- Enzo Lefort :  Vainqueur de la Coupe du Monde par équipes de Bonn,  Allemagne saison 2014/2015

- Enzo Lefort :  Vainqueur de la Coupe du Monde par équipes de San José,  États-Unis saison 2015/2016

- Enzo Lefort :  Vainqueur de la Coupe du Monde par équipes de Bonn,  Allemagne saison 2016/2017

- Enzo Lefort :  Vainqueur de la Coupe du Monde par équipes de Saint Petersbourg,  Russie saison 2016/2017

- Enzo Lefort :  Vainqueur de la Coupe du Monde par équipes du Caire,  Égypte saison 2016/2017

- Pauline Ranvier :  Vainqueure de la Coupe du Monde par équipes d'Alger,  Algérie saison 2018/2019

- Pauline Ranvier :  Vainqueure de la Coupe du Monde par équipes de Katowice,  Pologne saison 2018/2019

- Pauline Ranvier :  Vainqueure de la Coupe du Monde par équipes de Saint Maur,  France saison 2018/2019

- Enzo Lefort :  Vainqueur de la Coupe du Monde par équipes de Tokyo,  Japon saison 2019/2020

- Pauline Ranvier :  Vainqueure de la Coupe du Monde par équipes de Belgrade,  Serbie saison 2021/2022

- Pauline Ranvier :  Vainqueure de la Coupe du Monde par équipes de Plovdiv,  Bulgarie saison 2022/2023

- Enzo Lefort :  Vainqueur de la Coupe du Monde par équipes de Tokoname,  Japon saison 2023/2024

- Enzo Lefort :  2e du Grand Prix de Saint Petersbourg,  Russie saison 2013/2014

- Enzo Lefort :  2e du Grand Prix de Venise,  Italie saison 2013/2014

- Terence Joubert :  2e de la Coupe du Monde de Bonn,  Allemagne saison 2008/2009

- Virginie Ujlaky :  2e de la Coupe du Monde de Séoul,  Corée du Sud saison 2009/2010

- Peter Joppich :  2e du Challenge International de Paris,  France saison 2015/2016

- Enzo Lefort :  2e par équipes du Challenge International de Paris,  France saison 2013/2014

- Pauline Ranvier :  2e de la Coupe du Monde de Gdansk,  Pologne saison 2016/2017

- Enzo Lefort :  2e de la Coupe du Monde de Bonn,  Allemagne saison 2016/2017

- Enzo Lefort :  2e du Grand Prix de Washington DC,  États-Unis saison 2023/2024

- Enzo Lefort :  2e de la Coupe du Monde par équipes de Tokyo,  Japon saison 2014/2015

- Enzo Lefort :  2e de la Coupe du Monde par équipes de Tokyo,  Japon saison 2015/2016

- Astrid Guyart et Pauline Ranvier :  2es de la Coupe du Monde par équipes de Gdansk,  Pologne saison 2016/2017

- Astrid Guyart et Pauline Ranvier :  2es de la Coupe du Monde par équipes d'Alger,  Algérie saison 2017/2018

- Enzo Lefort :  2e de la Coupe du Monde par équipes du Caire,  Égypte saison 2018/2019

- Pauline Ranvier :  2e de la Coupe du Monde par équipes de Tauberbischofsheim,  Allemagne saison 2018/2019

- Astrid Guyart et Pauline Ranvier :  2es de la Coupe du Monde par équipes de Katowice,  Pologne saison 2019/2020

- Enzo Lefort :  2e du Challenge International de Paris par équipes,  France saison 2021/2022

- Enzo Lefort :  2e de la Coupe du Monde par équipes de Plovdiv,  Bulgarie saison 2021/2022

- Pauline Ranvier :  2e de la Coupe du Monde par équipes de Tauberbischofsheim,  Allemagne saison 2021/2022

- Pauline Ranvier :  2e de la Coupe du Monde par équipes de Paris,  France saison 2023/2024

- Pauline Ranvier :  2e de la Coupe du Monde par équipes de Tbilissi,  Géorgie saison 2023/2024

- Pauline Ranvier :  2e de la Coupe du Monde par équipes de Hong-Kong,  Hong Kong saison 2023/2024

- Terence Joubert :  3e du Grand Prix de Venise,  Italie saison 2008/2009

- Enzo Lefort :  3e du Grand Prix de Turin,  Italie saison 2016/2017

- Enzo Lefort :  3e du Grand Prix de Turin,  Italie saison 2017/2018

- Wallerand Roger :  3e du Grand Prix de Turin,  Italie saison 2019/2020

- Terence Joubert :  3e de la Coupe du Monde de La Corogne,  Espagne saison 2008/2009

- Enzo Lefort :  3e de la Coupe du Monde de La Havane,  Cuba saison 2013/2014

- Peter Joppich :  3e du Challenge International de Paris,  France saison 2013/2014

- Enzo Lefort :  3e de la Coupe du Monde de Tokyo,  Japon saison 2014/2015

- Enzo Lefort :  3e du Challenge International de Paris,  France saison 2014/2015

- Astrid Guyart :  3e de la Coupe du Monde de Gdansk,  Pologne saison 2016/2017

- Enzo Lefort :  3e de la Coupe du Monde de Bonn,  Allemagne saison 2018/2019

- Enzo Lefort :  3e du Challenge International de Paris,  France saison 2019/2020

- Enzo Lefort :  3e de la Coupe du Monde de Bonn,  Allemagne saison 2022/2023

- Enzo Lefort :  3e de la Coupe du Monde du Caire,  Égypte saison 2022/2023

- Enzo Lefort :  3e du Grand Prix de Turin,  Italie saison 2023/2024

- Pauline Ranvier :  3e du Grand Prix de Shanghai,  Chine saison 2023/2024

- Enzo Lefort :  3e de la Coupe du Monde par équipes de Séoul,  Corée du Sud saison 2012/2013

- Enzo Lefort :  3e de la Coupe du Monde par équipes de Bonn,  Allemagne saison 2015/2016

- Enzo Lefort :  3e de la Coupe du Monde par équipes de Saint Petersbourg,  Russie saison 2015/2016

- Astrid Guyart et Pauline Ranvier :  3es de la Coupe du Monde par équipes de Saint Maur,  France saison 2015/2016

- Astrid Guyart et Pauline Ranvier :  3es de la Coupe du Monde par équipes de Tauberbischofsheim,  Allemagne saison 2015/2016

- Pauline Ranvier :  3e de la Coupe du Monde par équipes d'Alger,  Algérie saison 2016/2017

- Astrid Guyart et Pauline Ranvier :  3es de la Coupe du Monde par équipes de Tauberbischofsheim,  Allemagne saison 2016/2017

- Pauline Ranvier :  3e de la Coupe du Monde par équipes de Katowice,  Pologne saison 2017/2018

- Enzo Lefort :  3e par équipes du Challenge International de Paris,  France saison 2017/2018

- Enzo Lefort :  3e de la Coupe du Monde par équipes de Bonn,  Allemagne saison 2017/2018

- Wallerand Roger :  3e de la Coupe du Monde Satellite de Londres,  Royaume-Uni saison 2017/2018

- Astrid Guyart :  3e de la Coupe du Monde par équipes de Tauberbischofsheim,  Allemagne saison 2017/2018

- Enzo Lefort :  3e de la Coupe du Monde par équipes de Saint Petersbourg,  Russie saison 2017/2018

- Pauline Ranvier :  3e de la Coupe du Monde par équipes du Caire,  Égypte saison 2018/2019

- Pauline Ranvier :  3e de la Coupe du Monde par équipes du Caire,  Égypte saison 2019/2020

- Astrid Guyart et Pauline Ranvier :  3es de la Coupe du Monde par équipes de Kazan,  Russie saison 2019/2020

- Enzo Lefort :  3e par équipes du Challenge International de Paris,  France saison 2019/2020

- Enzo Lefort :  3e de la Coupe du Monde par équipes de Belgrade,  Serbie saison 2021/2022

- Enzo Lefort :  3e de la Coupe du Monde par équipes de Bonn,  Allemagne saison 2022/2023

- Pauline Ranvier :  3e de la Coupe du Monde par équipes de Belgrade,  Serbie saison 2022/2023

- Enzo Lefort :  3e de la Coupe du Monde par équipes du Caire,  Égypte saison 2022/2023

- Enzo Lefort :  3e de la Coupe du Monde par équipes de Acapulco,  Mexique saison 2022/2023

- Pauline Ranvier :  3e de la Coupe du Monde par équipes de Busan,  Corée du Sud saison 2024/2025

## Palmarès du CE Melun (1949 - 2001)

### Jeux olympiques
- Daniel Revenu :  Champion olympique par équipes aux Jeux olympiques 1968

- Bruno Boscherie et Frédéric Pietruszka :  Champions olympiques par équipes aux Jeux olympiques 1980

- Patrice Lhotellier et Lionel Plumenail :  Champions olympiques par équipes aux Jeux Olympiques 2000

- Daniel Revenu :  Médaillé de bronze individuel aux Jeux olympiques 1964
- Jacky Courtillat et Daniel Revenu :   Médaillés de bronze par équipes aux Jeux olympiques de 1964

- Daniel Revenu :  Médaillé de bronze individuel aux Jeux olympiques 1968

- Bernard Talvard et Daniel Revenu :   Médaillés de bronze par équipes aux Jeux olympiques de 1972

- Bernard Talvard :  Médaillé de bronze individuel aux Jeux olympiques de 1976
- Bernard Talvard, Frédéric Pietruszka et Daniel Revenu :   Médaillés de bronze par équipes aux Jeux olympiques de 1976

- Frédéric Pietruszka :  Médaillé de bronze par équipes aux Jeux olympiques de 1984

### Championnats du monde
- Bruno Boscherie, Bernard Talvard et Daniel Revenu:   Champions du monde par équipes aux championnats du monde 1971

- Daniel Revenu, Bernard Talvard, Frédéric Pietruszka et Bruno Boscherie :    Champions du monde par équipes aux championnats du monde 1975

- Patrice Lhotellier :  Champion du monde par équipes aux championnats du monde 1997

- Patrice Lhotellier et Lionel Plumenail :  Champions du monde par équipes aux championnats du monde 1999

- Daniel Revenu :  Vice-champion du monde individuel aux championnats du monde 1965

- Bernard Talvard :  Vice-champion du monde individuel aux Championnats du monde 1975

- Bruno Boscherie et Frédéric Pietruszka :   Médaillés d'argent par équipes aux championnats du monde 1978

- Frédéric Pietruszka :  Médaillé d'argent par équipes aux championnats du monde 1982

- Patrice Lhotellier et Youssef Hocine :  Médaillés d'argent par équipes aux Championnats du Monde 1987 de Lausanne,  Suisse

- Patrice Lhotellier:  Médaillé d'argent par équipes aux Championnats du Monde 1998 de La Chaux-de-Fonds,  Suisse

- Bernard Talvard :  Médaillé de bronze individuel aux Championnats du Monde 1967 de Montréal,  Canada

- Frédéric Pietruszka :  Médaillé de bronze individuel aux Championnats du Monde 1974 de Grenoble,  France

- Bruno Boscherie :  Médaillé de bronze individuel aux Championnats du Monde 1978 de Hambourg,  Allemagne de l'Ouest

- Youssef Hocine :  Médaillé de bronze individuel aux Championnats du Monde 1991 de Budapest,  Hongrie

- Jacky Courtillat et Daniel Revenu :  Médaillés de bronze par équipes aux Championnats du Monde 1963 de Gdansk,  Pologne

- Jacky Courtillat et Daniel Revenu : Médaillés de bronze par équipes aux Championnats du Monde 1965 de Paris,  France

- Bernard Talvard,Frédéric Pietruszka et Daniel Revenu : Médaillés de bronze par équipes aux Championnats du Monde 1974 de Grenoble,  France

- Patrice Lhotellier et Lionel Finet :  Médaillés de bronze par équipes aux Championnats du Monde 1989 de Denver,  États-Unis

- Youssef Hocine et Patrice Lhotellier  :  Médaillés de bronze par équipes aux Championnats du Monde 1991 de Budapest,  Hongrie

### Championnats d'Europe
- Patrice Lhotellier :  Médaillé de bronze en individuel aux Championnats D'Europe 1994 de Cracovie,  Pologne

### Championnats du Monde cadets/juniors
- Jacky Courtillat :  Champion du Monde en individuel aux Championnats du Monde juniors 1962 du Caire,  Égypte
- Bruno Boscherie :  Champion du Monde en individuel aux Championnats du Monde juniors 1971 de South Bend,  États-Unis
- Frédéric Pietruszka :  Champion du Monde en individuel aux Championnats du Monde juniors 1973 de Buenos Aires,  Argentine
- Jacky Courtillat :  Vice-champion du Monde en individuel aux Championnats du Monde juniors 1961 à Duisbourg,  Allemagne de l'Ouest
- Bernard Talvard :  Vice-champion du Monde en individuel aux Championnats du Monde juniors 1967 à Téhéran,  Iran
- Sylvie Picard :  Vice-championne du Monde en individuel aux Championnats du Monde juniors 1971 à South Bend,  États-Unis
- Patrice Lhotellier :  Vice-champion du Monde en individuel aux Championnats du Monde juniors 1984 à Leningrad,  Union soviétique
- Jacky Courtillat :  médaillé de bronze en individuel aux Championnats du Monde juniors 1963 à Gand,  Belgique
- Sylvie Picard :  médaillée de bronze en individuel aux Championnats du Monde juniors 1969 à Gênes,  Italie
- Frédéric Pietruszka :  médaillé de bronze en individuel aux Championnats du Monde juniors 1972 à Madrid,  Espagne
- Frédéric Pietruszka :  médaillé de bronze en individuel aux Championnats du Monde juniors 1974 à Istanbul,  Turquie
- Marie-Hortense Wurtz :  médaillé de bronze en individuel aux Championnats du Monde cadets 1987 à Saint-Nazaire,  France

### Coupe d'Europe des Clubs Champions
- Daniel Revenu,Bernard Talvard, Bruno Boscherie, Hugues Leseur et Daniel Provost :  vainqueurs de la Coupe d'Europe des clubs champions 1971

- Daniel Revenu,Bernard Talvard, Bruno Boscherie, Frédéric Pietruszka et Hugues Leseur :  vainqueurs de la Coupe d'Europe des clubs champions 1972

- Daniel Revenu,Bernard Talvard, Bruno Boscherie, Frédéric Pietruszka et Hugues Leseur :  vainqueurs de la Coupe d'Europe des clubs champions 1973

- Daniel Revenu,Bernard Talvard, Bruno Boscherie, Frédéric Pietruszka et Hugues Leseur :  vainqueurs de la Coupe d'Europe des clubs champions 1976

- Daniel Revenu,Bernard Talvard, Bruno Boscherie, Frédéric Pietruszka et Hugues Leseur :  vainqueurs de la Coupe d'Europe des clubs champions 1977

- Daniel Revenu,Bernard Talvard, Bruno Boscherie, Frédéric Pietruszka et Roland Bail :  Finalistes de la Coupe d'Europe des clubs champions 1974

- Daniel Revenu,Bernard Talvard, Bruno Boscherie, Frédéric Pietruszka et Hugues Leseur :  Finalistes de la Coupe d'Europe des clubs champions 1975

- Daniel Revenu,Bernard Talvard, Bruno Boscherie, Frédéric Pietruszka et Hugues Leseur :  Finalistes de la Coupe d'Europe des clubs champions 1978

- Patrice Lhotellier, Youssef Hocine, Lionel Finet, Jacques Pellissier et Stéphane Konieczni :  Finalistes de la Coupe d'Europe des clubs champions 1989

- Frédéric Pietruszka, Patrice Lhotellier, Youssef Hocine,Bruno Boscherie  et Yannick Crouzy :  Médaillés de bronze à la Coupe d'Europe des clubs champions 1985

- :  Médaillés de bronze à la Coupe d'Europe des clubs champions 1993

### Épreuves de coupe du monde
- Bernard Talvard :  Vainqueur du Challenge Rommel saison 1970/1971
- Daniel Revenu :  Vainqueur du Challenge Martini  France saison 1971/1972
- Daniel Revenu :  Vainqueur du Challenge Rommel  France saison 1971/1972
- Bernard Talvard :  Vainqueur du Challenge Martini  France saison 1972/1973
- Bernard Talvard :  Vainqueur du Challenge Rommel  France saison 1972/1973
- Bernard Talvard :  Vainqueur du Challenge Martini  France saison 1975/1976
- Patrice Lhotellier :  Vainqueur du Challenge Rommel  France saison 1990/1991
- Patrice Lhotellier :  Vainqueur du Tournoi de Coupe du Monde de Venise,  Italie saison 1990/1991
- Youssef Hocine :  Vainqueur du Master de fleuret  France saison 1990/1991
- Patrice Lhotellier :  Vainqueur du Tournoi de Coupe du Monde de Nankin,  Chine saison 1997/1998
- Patrice Lhotellier :  Vainqueur du Tournoi de Coupe du Monde de Venise,  Italie saison 1997/1998

### Championnats de France
- Daniel Revenu : champion de France 1963 et 1974
- Jacky Courtillat : champion de France 1964
- Colette Revenu : championne de France 1965
- Bernard Talvard : champion de France 1973 et 1975
- Bruno Boscherie : champion de France 1977 et 1979
- Frédéric Pietruszka : champion de France 1978, 1981 et 1983
- Patrice Lhotellier : champion de France 1989 et 1990
- Lionel Plumenail : champion de France 1999

- Daniel Revenu :  Vice-champion de France 1962, 1969
- Bernard Talvard : Vice-champion de France 1970, 1971, 1972, 1974
- Bruno Boscherie : Vice-champion de France 1973, 1976
- Frédéric Pietruszka : Vice-champion de France 1975, 1984
- Youssef Hocine : Vice-champion de France 1985, 1993
- Patrice Lhotellier : Vice-champion de France 1991
- Lionel Plumenail : Vice-champion de France 2000

- Jacky Courtillat : Médaillé de bronze aux Championnats de France 1963
- Colette Revenu : Médaillée de bronze aux Championnats de France 1964
- Daniel Revenu : Médaillé de bronze aux Championnats de France 1965, 1970
- Bernard Talvard : Médaillé de bronze aux Championnats de France 1967, 1977
- Hugues Leseur : Médaillée de bronze aux Championnats de France 1969
- Sylvie Picard : Médaillée de bronze aux Championnats de France 1973
- Frédéric Pietruszka : Médaillé de bronze aux Championnats de France 1976, 1979, 1980
- Bruno Boscherie : Médaillé de bronze aux Championnats de France 1978
- Youssef Hocine : Médaillé de bronze aux Championnats de France 1984, 1991
- Stéphane Konieczni : Médaillé de bronze aux Championnats de France 1990
- Patrice Lhotellier : Médaillé de bronze aux Championnats de France 1992, 1993

- Fleuret masculin : 15 fois champions de France par équipes
- Daniel Revenu, Jacky Courtillat, Pierre Condom et Gérard Van Der Gucht : champions de France par équipes 1961
- Daniel Revenu, Bernard Talvard, Bruno Boscherie, Daniel Provost et Hugues Leseur : champions de France par équipes 1970
- Daniel Revenu, Bernard Talvard, Bruno Boscherie, Patrick Oudot et Hugues Leseur : champions de France par équipes 1972
- Daniel Revenu,Bernard Talvard, Bruno Boscherie, Frédéric Pietruszka et Hugues Leseur : champions de France par équipes 1974
- Daniel Revenu,Bernard Talvard, Bruno Boscherie, Frédéric Pietruszka et Hugues Leseur : champions de France par équipes 1975
- Daniel Revenu,Bernard Talvard, Bruno Boscherie, Frédéric Pietruszka et Hugues Leseur : champions de France par équipes 1976
- Daniel Revenu,Bernard Talvard, Bruno Boscherie et Hugues Leseur : champions de France par équipes 1977
- Daniel Revenu,Bernard Talvard, Bruno Boscherie, Frédéric Pietruszka et Hugues Leseur : champions de France par équipes 1978
- Bruno Boscherie, Frédéric Pietruszka, Hugues Leseur, Ange-François Pezzini et Jean-François Plantet : champions de France par équipes 1979
- Bruno Boscherie, Frédéric Pietruszka, Hugues Leseur, Michel Magne et Jean-François Plantet :  champions de France par équipes 1980
- Frédéric Pietruszka, Patrice Lhotellier, Youssef Hocine, Yannick Crouzy et Michel Magne :  champions de France par équipes 1984
- Frédéric Pietruszka, Patrice Lhotellier, Youssef Hocine,Bruno Boscherie  et Yannick Crouzy :  champions de France par équipes 1985
- Frédéric Pietruszka, Patrice Lhotellier, Youssef Hocine, Lionel Finet et Jacques Pellissier : champions de France par équipes 1988
- Patrice Lhotellier, Youssef Hocine, Lionel Finet, Jacques Pellissier et Stéphane Konieczni :  champions de France par équipes 1989
- Patrice Lhotellier, Youssef Hocine, Lionel Finet et Josselin Ollier :  champions de France par équipes 1994

- Fleuret féminin : 1 titre de Championnes de France par équipes
- Colette Revenu, Sylvie Picard, Muriel Sautier et Carole Bernadou : championnes de France par équipes 1967

## Sources
Cercle d'Escrime Melun Val de Seine
Escrime Info
Si fleuret m'était conté - Livre de Frédéric Pietruszka